# 나를 버리시나이까
"나를 버리시나이까"는 1971년 공개된 대한민국의 영화이다.

## 배역
- 최무룡
- 윤정희
- 김정훈
- 황해
- 최남현
- 전양자
- 김동원
- 도금봉
- 문오장
- 이기영
- 양일민
- 김웅
- 김용연
- 박상익
- 성소민
- 조덕성
- 지용남
- 김기범
- 박광진
- 윤일주
- 김기종
- 김은옥
- 나정옥
- 석인수
- 지계순